# 马列主义党（共产主义重建）
马列主义党（共产主义重建）（西班牙語：Partido Marxista-leninista (Reconstrucción Comunista)，缩写为PML (RC)）是西班牙的一个共产主义政党。2009年，共产主义重建成立，创始成员是西班牙共产党和西班牙共产主义青年联盟的前成员。2014年10月6日，该党向西班牙当局登记注册为“马列主义党（共产主义重建）”。该党的意识形态是共产主义、马克思列宁主义、霍查主义。该党的总书记是罗伯托·瓦奎罗。该党的政治立场是极左翼。该党的总部位于巴伦西亚。该党曾是革命政党和组织国际协调的成员。该党与土耳其霍查派政党马列主义共产党关系密切。该党的许多成员前往罗贾瓦参加国际自由营，参与打击恐怖组织伊斯兰国的军事行动，因此在2016年西班牙国家法院命令其停止活动1年。2018年10月，该党创建外围组织工人阵线，用以参加选举。